# Голог-Тибетский автономный округ
Голог-Тибетский автономный округ (кит. упр. 果洛藏族自治州, пиньинь Guǒluò Zàngzú zìzhìzhōu, тиб. མགོ་ལོག་བོད་རིགས་རང་སྐྱོང་ཁུལ་, Вайли: Mgo-log Bod-rigs rang-skyong-khul) — автономный округ в провинции Цинхай, Китай. Власти округа размещаются в уезде Мачен.

## История
В 1950 году был создан Гологский район (果洛区), напрямую подчинённый властям провинции Цинхай. 1 января 1954 года Гологский район был преобразован в Голог-Тибетский автономный район (果洛藏族自治区) окружного уровня; в декабре 1954 года был создан уезд Гаде — первый и единственный на тот момент уезд в составе автономного района.
В 1955 году Голог-Тибетский автономный район был переименован в Голог-Тибетский автономный округ; помимо уже существующего уезда Гаде в его состав вошли новосозданные уезды Джигджи, Бэма и Дарлаг. В 1957 году из уезда Гаде был выделен уезд Мадё, а из частей уездов Дарлаг и Гаде был создан уезд Мачен.
В 1959 году уезд Мадё был передан в состав Хайнань-Тибетского автономного округа, а из Хайнань-Тибетского автономного округа в состав Голог-Тибетского автономного округа перешёл уезд Тундэ, но в 1962 году эти уезды были возвращены в прежние автономные округа.

## Население
По данным на 2000 год в округе проживает 137,9 тыс. чел.
Национальный состав (2000)
| Народ   | Численность | Доля    |
| ------- | ----------- | ------- |
| Тибетцы | 126 395     | 91,63 % |
| Китайцы | 9 096       | 6,59 %  |
| Хуэйцзу | 1 529       | 1,11 %  |

## Административно-территориальное деление
Голог-Тибетский автономный округ делится на 6 уездов:
| Карта | Карта  | Карта    | Карта     | Карта       | Карта          | Карта             | Карта             | Карта         | Карта            |
| ----- | ------ | -------- | --------- | ----------- | -------------- | ----------------- | ----------------- | ------------- | ---------------- |
|       |        |          |           |             |                |                   |                   |               |                  |
| №     | Статус | Название | Иероглифы | Пиньинь     | Тибетский язык | Вайли             | Тибетский пиньинь | Площадь (км²) | Население (2010) |
| 1     | Уезд   | Мачен    | 玛沁县    | Mǎqìn xiàn  | རྨ་ཆེན་རྫོང་       | rma chen rdzong   | Maqên Zong        | 13636         | 50 000           |
| 2     | Уезд   | Бэма     | 班玛县    | Bānmǎ xiàn  | པད་མ་རྫོང་       | pad ma rdzong     | Baima Zong        | 6452          | 30 000           |
| 3     | Уезд   | Гаде     | 甘德县    | Gāndé xiàn  | དགའ་བདེ་རྫོང་     | dga' bde rdzong   | Gadê Zong         | 7143          | 30 000           |
| 4     | Уезд   | Дарлаг   | 达日县    | Dárì xiàn   | དར་ལག་རྫོང་      | dar lag rdzong    | Tarlag Zong       | 15385         | 30 000           |
| 5     | Уезд   | Джигджи  | 久治县    | Jiǔzhì xiàn | གཅིག་སྒྲིལ་རྫོང་     | gcig sgril rdzong | Jigzhi Zong       | 8696          | 20 000           |
| 6     | Уезд   | Мадё     | 玛多县    | Mǎduō xiàn  | རྨ་སྟོད་རྫོང་       | rma stod rdzong   | Madoi Zong        | 25000         | 10 000           |

## Дороги
Через Мадё проходит федеральная трасса Синин — Цзинхун (Годао 214).